# Karla Echenique
Karla Miguelina Echenique est une joueuse de volley-ball dominicaine née le 16 mai 1986 à Saint-Domingue. Elle mesure 1,81 m et joue au poste de passeuse. Elle totalise 118 sélections en équipe de République dominicaine.

## Clubs
| Club                  | De        | À         |
| --------------------- | --------- | --------- |
| Deportivo Nacional    | 2000-2001 | 2003-2004 |
| Bameso                | 2004-2005 | 2004-2005 |
| Modeca                | 2005-2006 | 2005-2006 |
| Mirador               | 2006-2006 | 2006-2006 |
| Voley Sanse Mepaban   | 2006-2007 | 2006-2007 |
| Santiago              | 2008-2008 | 2008-2008 |
| Gigantes de Carolina  | 2010-2010 | 2010-2010 |
| Mirador               | 2010-2010 | 2010-2010 |
| Budowlani Łódź        | 2010-2011 | 2010-2011 |
| Lancheras de Cataño   | 2013-2013 | 2013-2013 |
| Valencianas de Juncos | 2014-2014 | …         |

## Palmarès
- Coupe panaméricaine
  - Vainqueur : 2008, 2010.
  - Finaliste : 2005, 2009, 2011, 2013.
- Championnat d'Amérique du Nord
  - Vainqueur : 2009.
  - Finaliste: 2013.
- Jeux d'Amérique centrale et des Caraïbes
  - Vainqueur : 2002, 2006, 2010.